# Cueva de los Casares
La Cueva de los Casares è una grotta sita nel comune spagnolo di Riba de Saelices. La grotta contiene incisioni e pitture preistoriche e resti archeologici, paleontologici e paleoantropologici. Contiene un gran numero di incisioni  del Paleolitico medio, circa 200, oltre ad alcuni dipinti molto deteriorati. Vi sono anche incisioni di animali raramente rappresentati altrove.

## Storia
Le incisioni furono scoperte dai fratelli Rufo e Claudio Ramírez; Rufo era un insegnante della scuola di Riba de Saelices. Ben presto si resero conto che la portata della loro scoperta era tale da dover essere studiata da persone più specializzate nel settore e ne informarono Francisco Layna Serrano.
Questa grotta è famosa per la serie di incisioni, ritenute le prime rappresentazioni della riproduzione umana. Queste includono atti e stati come la copulazione (una delle sole tre rappresentazioni conosciute nell'arte paleolitica), la gravidanza, il parto e la vita familiare.